# オハ駅
オハ駅（オハえき、ロシア語: Станция оха）は、かつてロシア連邦サハリン州オハ町にあったロシア鉄道オハ・ノグリキ狭軌鉄道の駅である。
当駅はオハ・ノグリキ狭軌鉄道の起点で、サハリン州の最北端の駅であった。

## 歴史
- 1925年：オハ・ノグリキ狭軌鉄道開通により、終端駅として開業。
- 1934年：オハ・モスカリヴォ鉄道のモスカリヴォ - 当駅間開通により中間駅となり、オハ・ノグリキ狭軌鉄道線との接続駅となる。
- 1998年：オハ・モスカリヴォ鉄道廃止に伴い、再び終端駅となる。
- 2006年：廃止。サハリン州最北端の駅はノグリキ駅となる。